# Bol (Chad)
Bol es una ciudad de Chad, situada al Oeste del país, a 152 km de la capital, Yamena. Es capital de la región de Lac. Cuenta con 11.700 habitantes (2017). La ciudad se encontraba a orillas del Lago Chad antes de que este empezara a secarse.